# START III
El START III (Tratado de Reducción de Armas Estratégicas, en inglés: Strategic Arms Reduction Treaty; en ruso: Договор между Российской Федерацией и Соединёнными Штатами Америки о мерах по дальнейшему сокращению и ограничению стратегических наступательных вооружений, СНВ-III, SNV-III) o Nuevo START, es un acuerdo firmado por el Presidente de los Estados Unidos, Barack Obama y el presidente de Rusia, Dmitri Medvédev, el 8 de abril de 2010 en Praga, y ratificado por ambos países en diciembre de 2010 y enero de 2011, por el que ambos países dieron por concluido el periodo de la denominada Guerra Fría y superaron los acuerdos estratégicos START I y START II (vencido en enero de 2010) por el que las partes se comprometieron a reducir su arsenal atómico en dos tercios, lo que suponía limitar a 1.550 ojivas el arsenal de cada una de las partes y a 800 lanzaderas de misiles intercontinentales balísticos no desplegados (ICBM), lanzaderas submarinas para misiles balísticos (SLBM) y bombarderos pesados equipados con armamento nuclear. Este nuevo tratado también limitó el número de ICBM, SLBM y bombarderos nucleares desplegados u operativos reduciéndolo a 700 unidades operativas. El límite que impuso el nuevo tratado fue un 74% más bajo que el establecido en el tratado START de 1991, y un 30% más bajo que el límite de ojivas listas en el tratado de Moscú firmado en 2002.
Estas obligaciones serían aplicadas durante 10 años a partir de la fecha en el que el nuevo tratado entrase en vigor, y probablemente sea efectivo hasta el 8 de abril de 2020, cuando un tratado superior le suceda.
El 21 de febrero de 2023, en un mensaje a la Asamblea Federal, Vladímir Putin anunció la suspensión de la participación de Rusia en el tratado.

## Historia
Los antecedentes del acuerdo de Praga se sitúan en 2006 en San Petersburgo, cuando Vladímir Putin y George W. Bush se reunieron para establecer el marco del diálogo para el relevo del START. Con este acuerdo, cambió la política armamentística de Estados Unidos que, unilaterálmente, se comprometió, con ciertas precauciones, a "no utilizar ni a amenazar con armas nucleares" a los países que no cuenten con estos arsenales y cumplan sus obligaciones dentro del Tratado de No Proliferación Nuclear.

## Ratificación
La ratificación definitiva del acuerdo por parte de Estados Unidos se produjo el 24 de diciembre de 2010 cuando fue aprobado por el Senado. La Duma rusa lo aprobó el 14 de enero de 2011, ratificándolo el 25 de enero del mismo año y siendo aprobado definitivamente por el Consejo de la Federación el día siguiente.